# 索倫森 (加利福尼亞州)
索倫森（英語：Sorenson）是位於美國加利福尼亞州阿拉米達縣的一個非建制地區。該地的面積和人口皆未知。

## 地理
索倫森的座標為37°38′44″N 122°03′57″W / 37.64556°N 122.06583°W，而該地的平均海拔高度為24米（即79英尺）。